# Albrecht von Carlowitz
Albrecht Ferdinand Christoph von Carlowitz (* 26. Juli 1837 in Petkus; † 25. März 1924 in Berlin) war ein preußischer Generalmajor.

## Leben

### Herkunft
Albrecht entstammte dem Zweig Steina des Adelsgeschlechts Carlowitz. Er war ein Sohn des gleichnamigen preußischen Oberstleutnants Albrecht von Carlowitz (1800–1865) und dessen Ehefrau Luise, geborene von Lochow (1814–1883).

### Militärkarriere
Carlowitz besuchte das Pädagogium des Klosters Unser Lieben Frauen in Magdeburg und die Friedrich-Wilhelm-Städtische Realschule in Berlin. Am 1. März 1856 trat er als Dreijährig-Freiwilliger in das 2. Garde-Regiment zu Fuß der Preußischen Armee ein und avancierte bis Mitte November 1857 zum Sekondeleutnant. Ab Mitte Juni 1859 war er zunächst zum III. Bataillon des 2. Garde-Landwehr-Regiments nach Cottbus und drei Monate später zum II. Bataillon nach Magdeburg kommandiert. Im Zuge der Heereserweiterung ging aus diesem Verband Anfang Juli 1860 das 4. Garde-Regiment zu Fuß hervor. Carlowitz fungierte bis Ende September 1862 als Adjutant des II. Bataillons und stieg anschließend zum Regimentsadjutanten auf. Zwischenzeitlich zum Premierleutnant befördert, nahm er 1864 während des Krieges gegen Dänemark am Gefecht bei Fredericia sowie der Belagerung und dem Sturm auf die Düppeler Schanzen teil. Dabei wurde er auf dem Sonderburger Brückenkopf durch einen Gewehrschuss in den rechten Oberschenkel schwer verwundet und für sein Verhalten mit dem Roten Adlerorden IV. Klasse mit Schwertern ausgezeichnet. Im Deutschen Krieg nahm er 1866 am Gefecht bei Seybothenreuth teil und war kurzzeitig Führer der 11., dann der 1. Kompanie. Nach dem Friedensschluss trat er Mitte September 1866 in seine Stellung als Regimentsadjutant zurück und erhielt den Kronen-Orden IV. Klasse mit Schwertern.
Von Oktober 1868 bis März 1869 war Carlowitz Führer der Festungs-Reserve-Abteilung und avancierte anschließend zum Hauptmann und Kompaniechef. Zu Beginn des Krieges gegen Frankreich wurde er in der Schlacht bei Gravelotte erneut durch einen Gewehrschuss in den rechten Oberschenkel schwer verwundet. Nach seiner Gesundung nahm er an der Belagerung von Paris sowie den Gefechten bei Stains und Le Bourget teil. Ausgezeichnet mit dem Eisernen Kreuz und dem Mecklenburgischen Militärverdienstkreuz II. Klasse wurde Carlowitz unter Beförderung zum Major vom 7. November 1876 bis zum 20. März 1878 als Adjutant beim Generalkommando des X. Armee-Korps kommandiert. Anschließend erfolgte seine Versetzung als etatsmäßiger Stabsoffizier in das 3. Garde-Regiment zu Fuß. Nachdem er von Mitte April 1880 bis Ende Januar 1884 das I. Bataillons kommandiert hatte, nahm er als Oberstleutnant erneut die Funktion des etatsmäßigen Stabsoffiziers wahr. Unter Stellung à la suite beauftragte man Carlowitz am 14. Mai 1887 zunächst mit der Führung des 2. Niederschlesischen Infanterie-Regiments Nr. 47 in Posen und ernannte ihn am 16. Juli 1887 als Oberst zum Regimentskommandeur. Daran schloss sich unter Stellung à la suite seines Regiments am 16. April 1889 eine Verwendung als Kommandant von Wesel an. In dieser Stellung erhielt Carlowitz am 24. März 1890 den Charakter als Generalmajor und anlässlich des Ordensfestes im Januar 1895 den Roten Adlerorden II. Klasse mit Eichenlaub und Schwertern am Ringe. Am 14. Juli 1895 wurde er mit Pension zur Disposition gestellt.
Nach seiner Verabschiedung würdigte ihn Kaiser Wilhelm II. am 13. September 1911 durch die Verleihung des Sterns zum Kronen-Orden II. Klasse mit Schwertern.

### Familie
Carlowitz verheiratet sich am 20. Oktober 1866 in Eulenfeld bei Eilenburg mit Margarete von Obernitz (1843–1919). Aus der Ehe gingen folgende Kinder hervor:
- Rudolf (* 1870), preußischer Major a. D.
- Margarete (* 1872)
- Hans (* 1873), preußischer Oberstleutnant a. D. ⚭ Luise Muhle (* 1883)
- Elisabeth (* 1874)